# Rue du Docteur-Finlay
La rue du Docteur-Finlay est une voie du 15e arrondissement de Paris, en France.

## Situation et accès

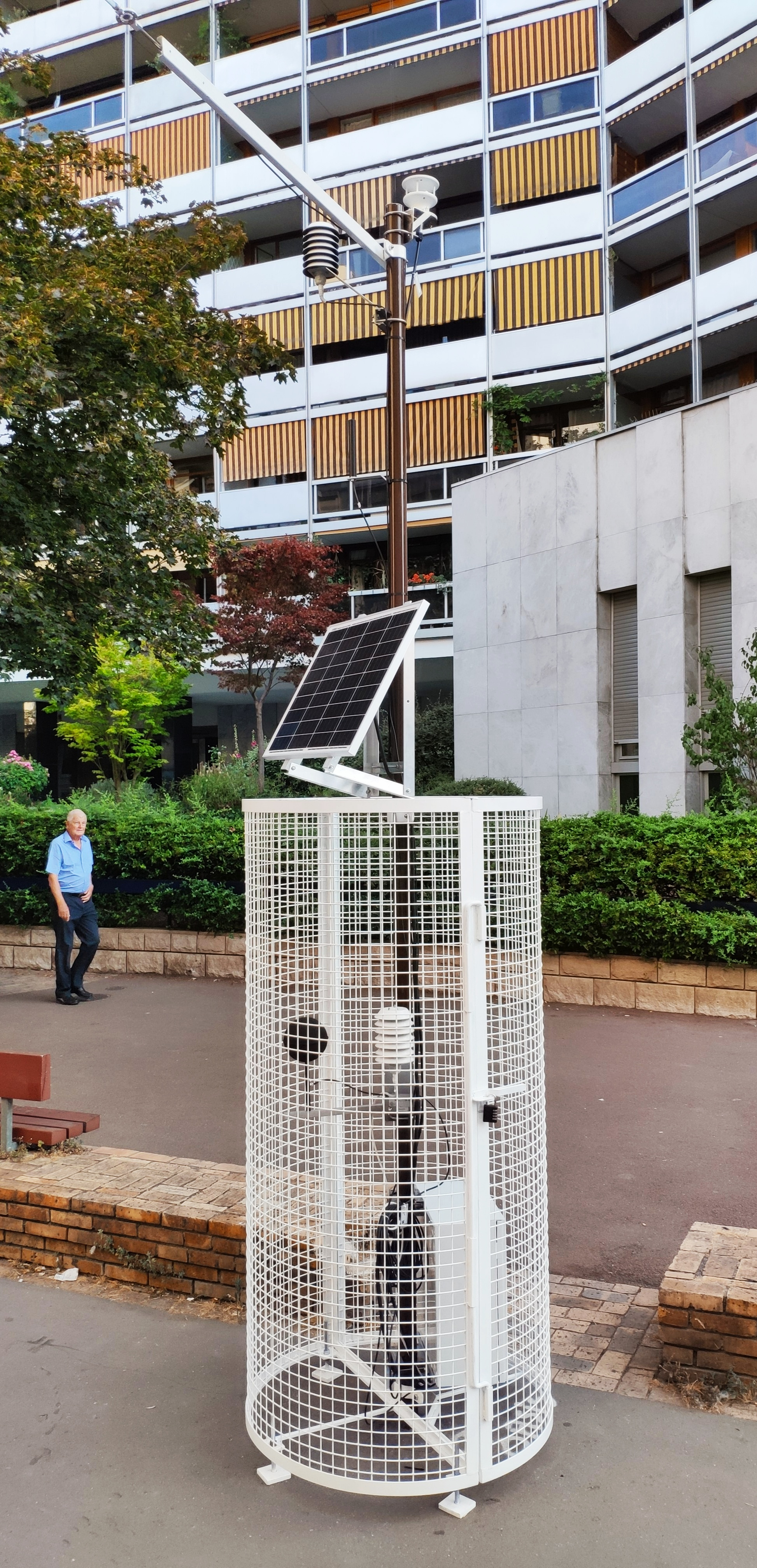
Capteurs pour le projet européen Cours OASIS du Urban Innovative Actions.

La rue du Docteur-Finlay est une voie publique située dans le 15e arrondissement de Paris. Elle débute au 27, quai de Grenelle et se termine au 56, boulevard de Grenelle.
Elle est desservie par la ligne 6 aux stations Bir-Hakeim et Dupleix et par la ligne C du RER à la gare du Champ de Mars - Tour Eiffel.

## Origine du nom
Cette rue doit son nom à Carlos J. Finlay (1833-1915), médecin cubain, qui découvrit notamment le mode de transmission de la fièvre jaune par les moustiques.

## Historique
Cette voie était initialement un chemin vicinal de l'ancienne commune de Grenelle, qui a été rattaché à la voirie de Paris en 1863 sous les noms de « rue de Chabrol » (du nom du préfet de la Seine Gaspard de Chabrol) puis de « rue des Usines » à partir de 1867, avant prendre sa dénomination actuelle le 13 janvier 1934.
Entre 1844 et 1895, entre le boulevard de Grenelle et la rue du Docteur-Finlay, l’entreprise de chaudières Derosne et Cail construit des locomotives, dont les célèbres locomotives de vitesse Crampton roulant à 120 km/h, puis des ponts métalliques et des machines-outils. Durant la guerre de 1870, cette usine fournit au gouvernement de Défense nationale un train blindé, des canons, des canonnières. Cette usine deviendra la plus importante entreprise industrielle de la région parisienne, avant d’être transférée en 1895 à Denain et à Douai, pour se rapprocher du charbon.

## Bâtiments remarquables et lieux de mémoire
- No  1 : avec retour d'angle sur le quai de Grenelle, sculptures en façade, grappes de raisin, roses, têtes de béliers et têtes de personnages avec des cornes.
- Nos 3-5 : immeubles remarquables en retour d'angle sur la rue Nélaton, réalisation des architectes Veber et Michau en 1907.
- No 13 : Michel Foucault a habité cette rue dans un appartement moderne, entre 1961 et 1970[3].
- Nos 9-11 : l'immeuble et le parking souterrain ont servi de cadre au tournage du film Pleins feux sur Stanislas (1965) de Jean-Charles Dudrumet avec Jean Marais, Nadja Tiller, André Luguet et Bernadette Lafont